# Grynderstwo
Grynderstwo (z niem. Gründerzeit – okres grynderski, czas założycielski) – wzmożone tempo zakładania nowych przedsiębiorstw nastawionych na szybki zysk, głównie w formie spółek akcyjnych i za pożyczone pieniądze.
Zjawisko to było rozpowszechnione zwłaszcza w Niemczech w okresie 1871-1874.